# Nustalgia de Milan
Nustalgia de Milan è una canzone in dialetto milanese del duo formato da Giovanni D'Anzi e Alfredo Bracchi, scritta e composta intorno al 1939, e pubblicata nel 1940.

## La canzone
È uno dei brani in dialetto milanese più noti tra i milanesi costretti a rimanere lontano dalla loro città, esperienza provata dallo stesso D'Anzi che visse per alcuni periodi a Roma e a Parigi. La canzone divenne popolare in particolare durante la seconda guerra mondiale. Alberto Rabagliati la fece entrare nel suo repertorio e la cantò a Brindisi ad un contingente di soldati pronti a partire per la guerra in Grecia e Albania.